# 波士頓 (印第安納州)
波士頓（英語：Boston）是一個位於美國印地安納州韋恩縣的城鎮。

## 人口
根據2010年美國人口普查的數據，波士頓的面積為0.58平方千米，當中陸地面積為0.58平方千米，而水域面積為0.00平方千米。當地共有人口138人，而人口密度為每平方千米238人。